# Matthias Fahrig

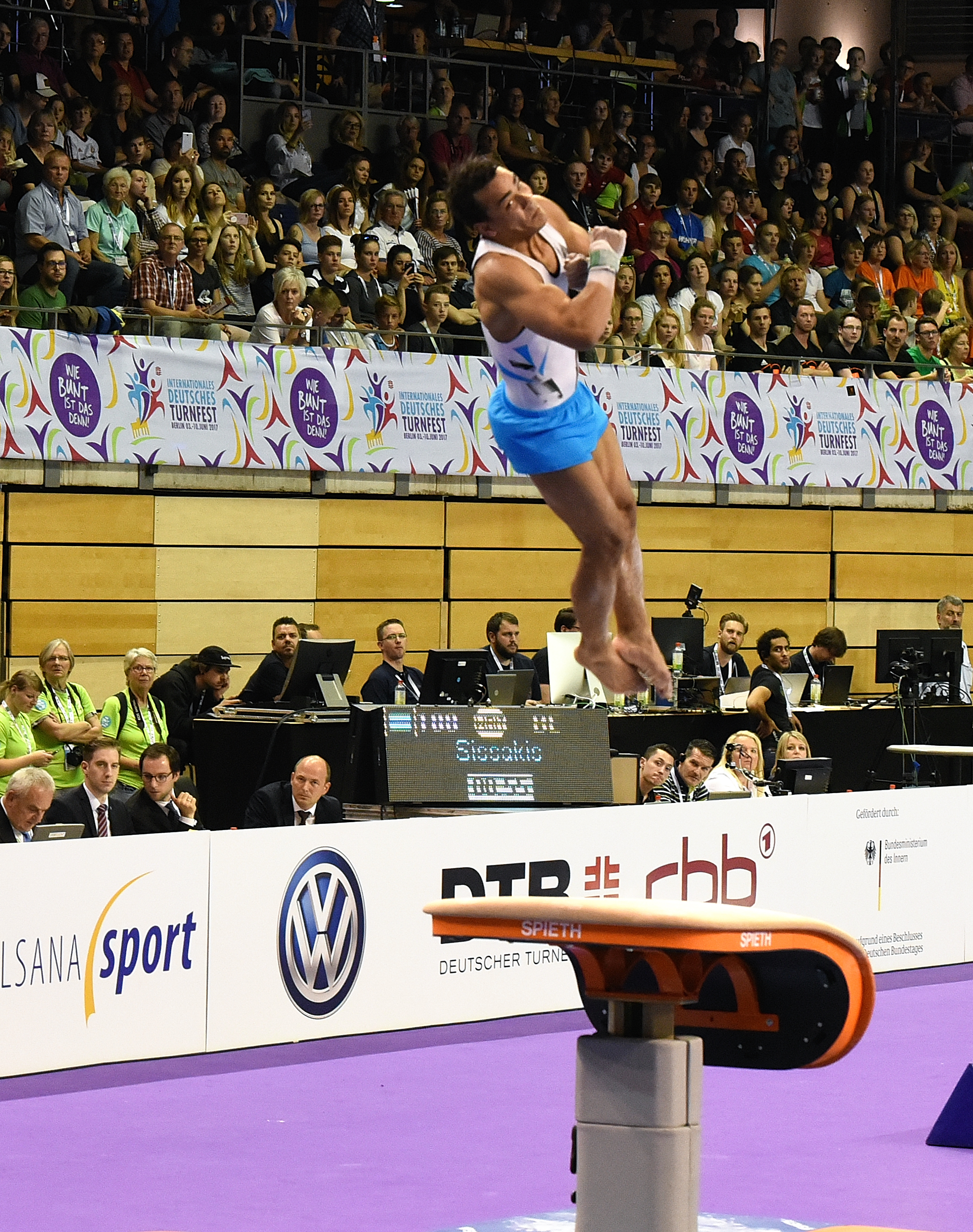
Matthias Fahrig, 2017.

Matthias Fahrig (15 dicembre 1985) è un ex ginnasta tedesco.

## Palmarès

### Mondiali
- 1 medaglia:
  - 1 bronzo (Rotterdam 2010 a squadre)

### Europei
- 6 medaglie:
  - 2 ori (Birmingham 2010 a squadre; Birmingham 2010 nel corpo libero)
  - 2 argenti (Milano 2009 nel corpo libero; Birmingham 2010 nel volteggio)
  - 2 bronzi (Amsterdam 2007 nel corpo libero; Milano 2009 nel volteggio)